# 킹 오브 파이터 (영화)
《킹 오브 파이터》(King Of Fighters)는 일본의 대전 격투 게임 《더 킹 오브 파이터즈》 시리즈의 《더 킹 오브 파이터즈 '96》에 기반한 2010년 미국 영화이다. 

## 줄거리
불을 다루는 권법을 사용하는 가문이자 세계의 재앙을 막는 역할을 하는 삼종의 신기 가문에서 천총운검의 역할을 하는 쿠사나기 가문의 후계자인 쿠사나기 쿄는 쿠사나기류 고무술을 수련함과 동시에 야타의 거울의 역할을 하는 치즈루 카쿠라를 만나 세계정복을 노리는 루갈 번스타인의 야욕을 막기 위해 나서게 된다. 이 과정에서 같은 삼종신기로서 삼종신기에서 야사카니의 곡옥의 역할을 함에도 불구하고 쿠사나기 쿄와 치즈루 카쿠라를 훼방놓는 야가미 가문의 이오리를 만나 결전을 치른다.

## 출연진
- 매기 큐 - 마이 시라누이 역
- 숀 패리스 - 쿄 쿠사나기 역
- 레이 파크 - 루갈 번스타인 역
- 윌 윤 리 - 이오리 야가미 역
- 데이비드 리치 - 테리 보가드 역
- 모니크 갠더턴 - 매츄어 역
- 버니스 류 - 바이스 역
- 프랑수아즈 입 - 치즈루 카구라 역
- 히로 가나가와 - 사이슈 쿠사나기 역
- 샘 하그레이브 - 미스터 빅 역
- 마이크 도퍼드 - CIA 요원 역
- 더그 에이브러햄스 - 믹 오메라 역
- 캔더스 처칠 - 버타 역
- 로빈 닐슨 - 젊은 요원 역
- 스콧 퍼테이 - 스콧 해나 역
- 도시 히라구치 - 이와타 다카오 역

- 게닛츠의 역에는 보조 출연자가 담당했으며 루갈 번스타인의 눈을 뽑은 오른손만 등장했다.
- 매츄어 역의 모니크 갠더턴과 야가미 이오리 역의 윌 윤 리를 제외한 대부분의 캐스팅이 미쓰 캐스팅이며 루갈 번스타인 역의 레이 파크가 가장 심각한 미쓰 캐스팅이였다. 갠더턴은 외모뿐만 아니라 177cm라는 키까지 실제 매츄어와 최대한 맞춘 반면 실제 루갈은 키가 197cm에 달하는 거인임에도 불구하고 파크의 키는 173cm에 불과했기 때문이다.